# Fredrik Glimskär
Fredrik Glimskär, född 30 november 1985, är en svensk tidigare barnskådespelare, som spelade Dynamit-Harry i de två första filmerna om Lilla Jönssonligan.

## Filmografi
- 1996 - Lilla Jönssonligan och cornflakeskuppen
- 1997 - Lilla Jönssonligan på styva linan